# Distretto di Cėcėn-Uul
Il distretto di Cėcėn-Uul è uno dei ventiquattro distretti (sum) in cui è suddivisa la provincia del Zavhan, in Mongolia. Conta una popolazione di 2.114 abitanti (censimento 2005). 